# Drosophila nigripalpus
Drosophila nigripalpus är en tvåvingeart som beskrevs av Elmo Hardy 1965. Drosophila nigripalpus ingår i släktet Drosophila och familjen daggflugor.
Artens utbredningsområde är Hawaii.